# Kaardenbol
Kaardenbol (Dipsacus) is een geslacht van ongeveer veertien soorten bloeiende planten uit de kamperfoeliefamilie (Caprifoliaceae). De Nederlandstalige naam 'kaarde' is afgeleid van het Latijnse carduus, dat distel betekent. De botanische naam Dipsacus gaat terug op het Griekse 'dipsao' = 'ik heb dorst' of 'dipsa' = 'dorst'. De tegenoverstaande bladeren zijn aan de voet vergroeid, zodat er een kommetje wordt gevormd waarin gemakkelijk water kan blijven staan.
Hoewel de planten stekelige stengels hebben, behoren ze toch niet tot de distels, die tot de composietenfamilie (Asteraceae) behoren. De bloembouw van de kaarden is geheel anders.
In de Benelux komen drie soorten in het wild voor:
- Grote kaardenbol (Dipsacus fullonum, synoniemen: Dipsacus sylvestris, Dipsacus fullonum subsp. sativus)
- Kleine kaardenbol (Dipsacus pilosus)
- Slanke kaardenbol (Dipsacus strigosus)

De zogenoemde weverskaarde (Dipsacus fullonum subsp. sativus) werd gebruikt om gevolde stoffen, zoals lakense stof en dekens, te ruwen. Dit ruwen wordt ook wel kaarden genoemd. De kaardenbol is echter nooit gebruikt voor het kaarden van wol of vlas.

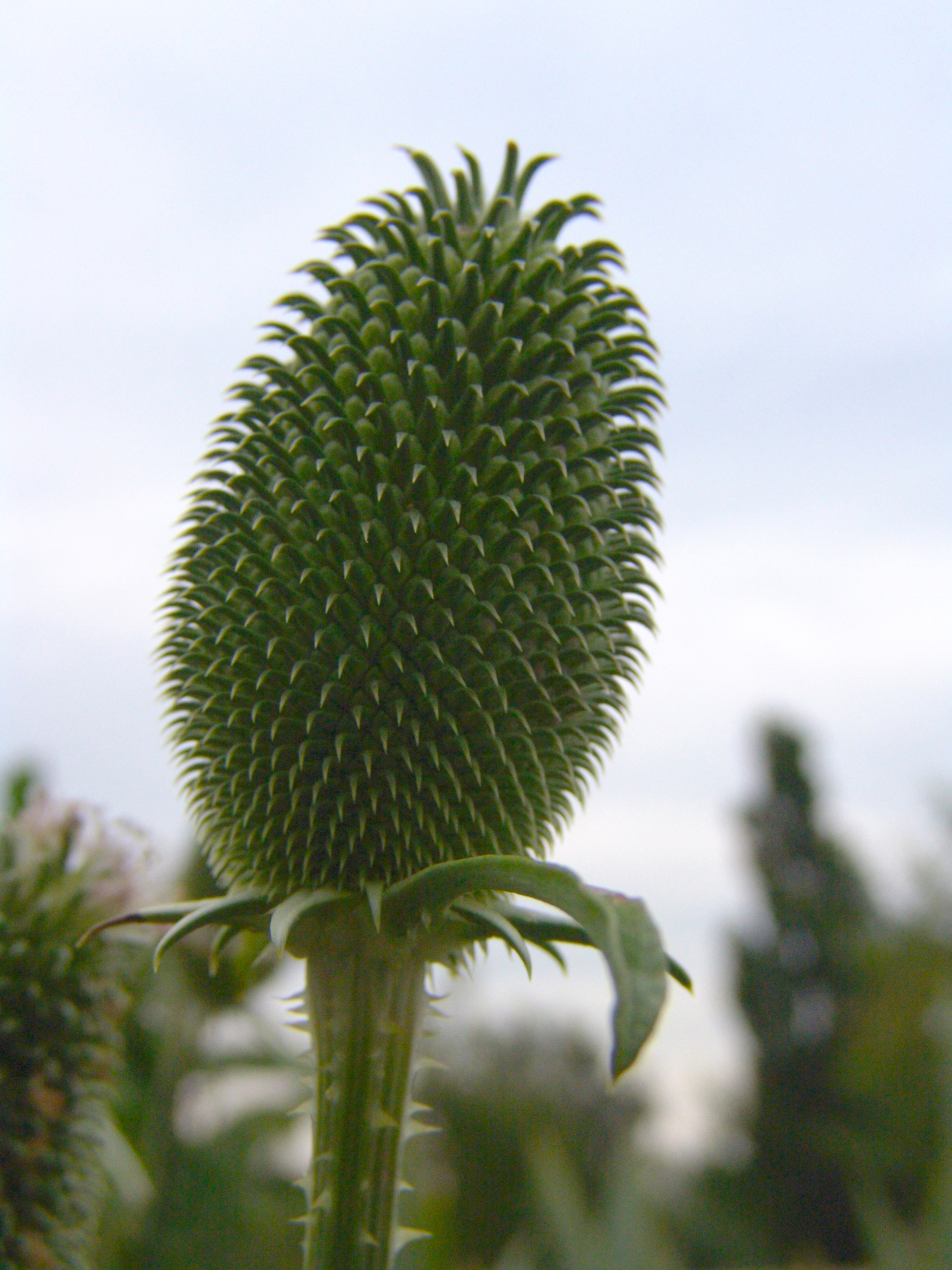
Weverskaarde
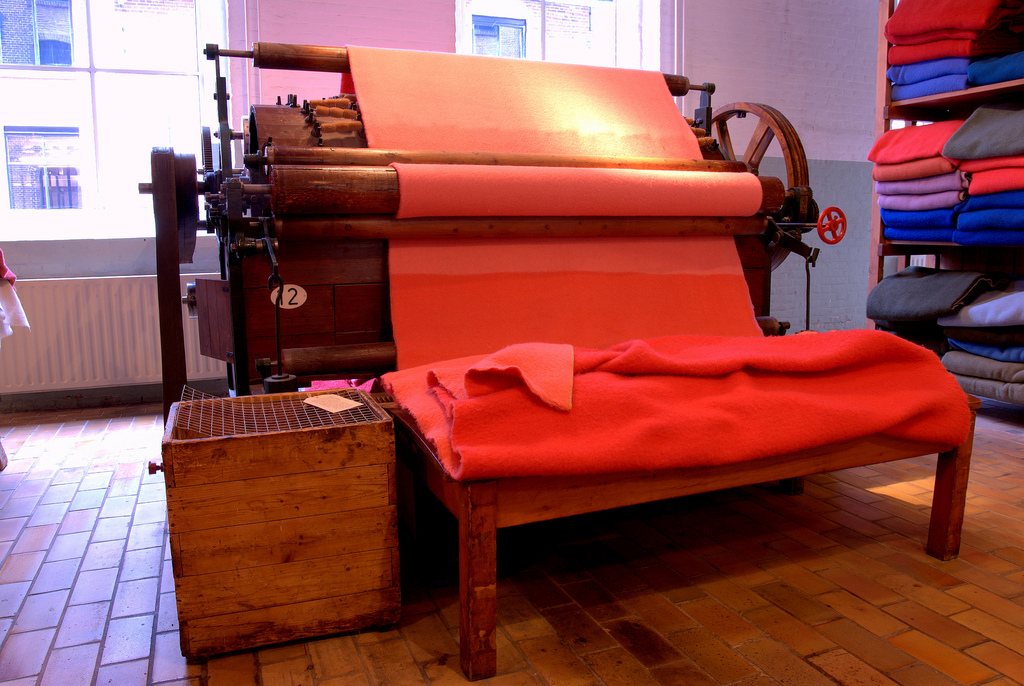
Ruwmolen om wollen dekens te ruwen met kaardenbollen van de weverskaarde. Machinefabriek P. van der Wegen & Zn. Tilburg, ca. 1910, TextielMuseum Tilburg

... · 
D. fullonum (Grote kaardenbol) · 
D. pilosus (Kleine kaardenbol) · 
D. strigosus (Slanke kaardenbol) · 
....
... · 
Centranthus · 
Dipsacus (Kaardenbol) · 
Lonicera (Kamperfoelie) ·  
Knautia · 
Linnaea · 
Nardostachys · 
Scabiosa · 
Succisa · 
Symphoricarpos · 
Valeriana (Valeriaan) ·  
Valerianella (Veldsla) · 
Weigela · 
...